# Jeremy Brett
Jeremy Brett (Berkswell, 3 november 1933 – Londen, 12 september 1995), geboren als Peter Jeremy William Huggins, was een Engelse acteur. Brett werd vooral bekend door zijn rol als de detective Sherlock Holmes in vier Britse televisieseries: The Adventures of Sherlock Holmes, The Return of Sherlock Holmes, The Casebook of Sherlock Holmes en The Memoirs of Sherlock Holmes. Hij speelde in elk van de 41 afleveringen.
Brett werd geboren in Berkswell Grange in Berkswell, Warwickshire, Engeland. Hij ging naar school op het Eton College. Hij kon goed zingen en was dan ook lid van het collegekoor.
Zijn opleiding als acteur deed hij op het Central School of Speech and Drama in Londen. Zijn officiële debuut was in het Library Theatre in Manchester in 1954.
Later werd hij genoemd als opvolger van Sean Connery als James Bond in de film On Her Majesty's Secret Service, maar de rol ging naar de Australische acteur George Lazenby. Ook deed hij weer auditie voor de rol bij de film Live and Let Die, maar ook toen kreeg hij de rol niet. Roger Moore wel.
Hij kreeg diverse rollen in toneelstukken en films, waaronder in 1964 in de film My Fair Lady. Hierin speelde hij de rol van Freddy Eynsford-Hill.
Vanaf 1984 speelde hij Sherlock Holmes in de Granada televisie series. In de eerste serie speelde hij samen met David Burke als dr. Watson en in de latere series en films met Edward Hardwicke. Hij speelde deze rol tot 1994. Het acteerwerk van Brett in deze serie werd door velen geroemd en zou uitgroeien tot de meest iconische rol die Jeremy Brett gespeeld heeft.
In 1995 overleed Brett aan de gevolgen van ernstige hartproblemen.

## Culturele referentie
- Salim Ghazi Saeedi heeft op zijn album uit 2011, Human Encounter, een lied opgedragen aan Jeremy Brett genaamd "For Jeremy, Embodying the Mastermind"[1].

- Bibsys: 2119019
- Biblioteca Nacional de España: XX1266314
- Bibliothèque nationale de France: cb13986422n (data)
- Gemeinsame Normdatei: 124417256
- International Standard Name Identifier: 0000 0000 8186 3924
- Library of Congress Control Number: n88145254
- MusicBrainz: 66c67fae-704a-42d1-894f-8764586d83cf
- Nationale Bibliotheek van Tsjechië: pna2009525749
- Nationale bibliotheek van Australië: 42221451
- Nationale Bibliotheek van Israël: 987007354015905171
- Nederlandse Thesaurus van Auteursnamen: 074638610
- SNAC: w61839q5
- Système universitaire de documentation: 134203089
- Trove: 1457188
- Virtual International Authority File: 117282034
- WorldCat: E39PBJt3YfjQhK6DHJQpWbqfbd